# Milan Čopič
Milan Čopič, slovenski fizik, * 7. maj 1925, Pišece, † 19. februar 1989, Ljubljana.

## Življenje in delo
Rodil se je šolniku in publicistu Venceslavu Čopiču. Med drugo svetovno vojno so ga italijanski fašisti internirali v koncentracijsko taborišče (1942-43). Po kapitulaciji Italije je odšel v partizane in delal v okrožni tehniki. Leta 1951 je diplomiral iz matematike in fizike na Univerzi v Ljubljani; tu je 1959 tudi doktoriral. Strokovno se je izpopolnjeval na Mednarodni šoli za jedrske vede in tehniko v Argonnu v ZDA (1965-67) in Stuttgartu (Nemčija) na Inštitutu za jedrsko energijo (1969). Leta 1983 je postal redni profesor na mariborski Visoki tehniški šoli. Po začetnih raziskavah polimernih raztopin se je usmeril v reaktorsko fiziko in tehniko, vodil reaktorski oddelek Instituta "Jožef Stefan", sodeloval pri pripravljanih delih in posredno pri gradnji Jedrske elektrarne Krško ter skrbel za strokovne osnove predpisov za jedrske objekte. Objavil je vrsto del iz nevtronske in reaktorske fizike. Od leta 1970 je bil član različnih delovnih skupin v zvezi z Jedrsko elektrarno Krško. Leta 1982 je postal svetovalec vlade in kasneje prvi direktor na novo ustanovljene Uprave Republike Slovenije za jedrsko varnost.  
Njegov sin Martin Čopič je prav tako fizik.